# Iglesia Santa Bárbara de Contreras

La Iglesia Santa Bárbara de Contreras fue una iglesia católica situada en el término municipal de San Luis (Tolima) de la que solo se conserva la fachada principal.

## Historia
A principios de 1700 comenzó la explotación de las minas de cobre de la zona, creando un poblado llamado Mina de la Esmeralda. Dicho poblado fue trasladado a la hacienda Santa Bárbara de la Esmeralda y los vecinos de dicho poblado solicitaron la erección de una parroquia con dicho nombre. La iglesia fue erigida por aprobación del entonces Virrey de Nueva Granada Manuel de Guirior el 14 de noviembre de 1776. Actualmente solo se conserva levantada la fachada de la iglesia, y el espacio que ocupaba el resto de la iglesia ha sido ocupado por una vivienda privada.